# Agrias guisei
Agrias guisei är en fjärilsart som beskrevs av Le Moult 1931. Agrias guisei ingår i släktet Agrias och familjen praktfjärilar. Inga underarter finns listade i Catalogue of Life.